# Obsolescence (informatique)
Pour l’article homonyme, voir Dépréciation.
L'obsolescence est, dans le domaine du développement logiciel, la situation où une ancienne fonctionnalité est considérée comme dépassée au regard d'un nouveau standard, et où, bien qu'elle soit conservée dans les versions plus récentes (par souci de rétro-compatibilité, et pour donner aux développeurs le temps de mettre leur code source en conformité), elle pourrait disparaître à l'avenir, si bien qu'il est recommandé d'en abandonner l'usage.
De telles fonctionnalités sont recensées dans la documentation, mais leur statut est explicitement mentionné. Elles peuvent aussi déclencher des messages d'alerte à la compilation. Dans les deux cas, des solutions alternatives peuvent être proposées.
Une fonctionnalité obsolète est souvent dite deprecated voire « dépréciée » par anglicisme.

## Raisons
Les développeurs et les concepteurs de standards peuvent choisir de rendre une fonctionnalité obsolète pour toutes sortes de raisons ; les plus courantes sont les suivantes :
- la fonctionnalité a été remplacée par une autre plus puissante ;
- la fonctionnalité présente une faille, rendant éventuellement le système vulnérable en matière  de sécurité ;
- la fonctionnalité n'a plus d'utilité, et sa suppression permettra de simplifier le système dans son ensemble ;
- il est prévu qu'une future version du logiciel opère de profondes modifications de structure, rendant difficile voire impossible la prise en charge de fonctionnalités plus anciennes.